# Pjatigorsk
Pjatigorsk (rusky Пятигорск, doslova „Pětihoří“) je město na jihu Ruské federace. Nachází se v jižní části Stavropolského kraje je sídlem Severokavkazského federálního okruhu. Žije zde přibližně 143 tisíc obyvatel.

## Geografie

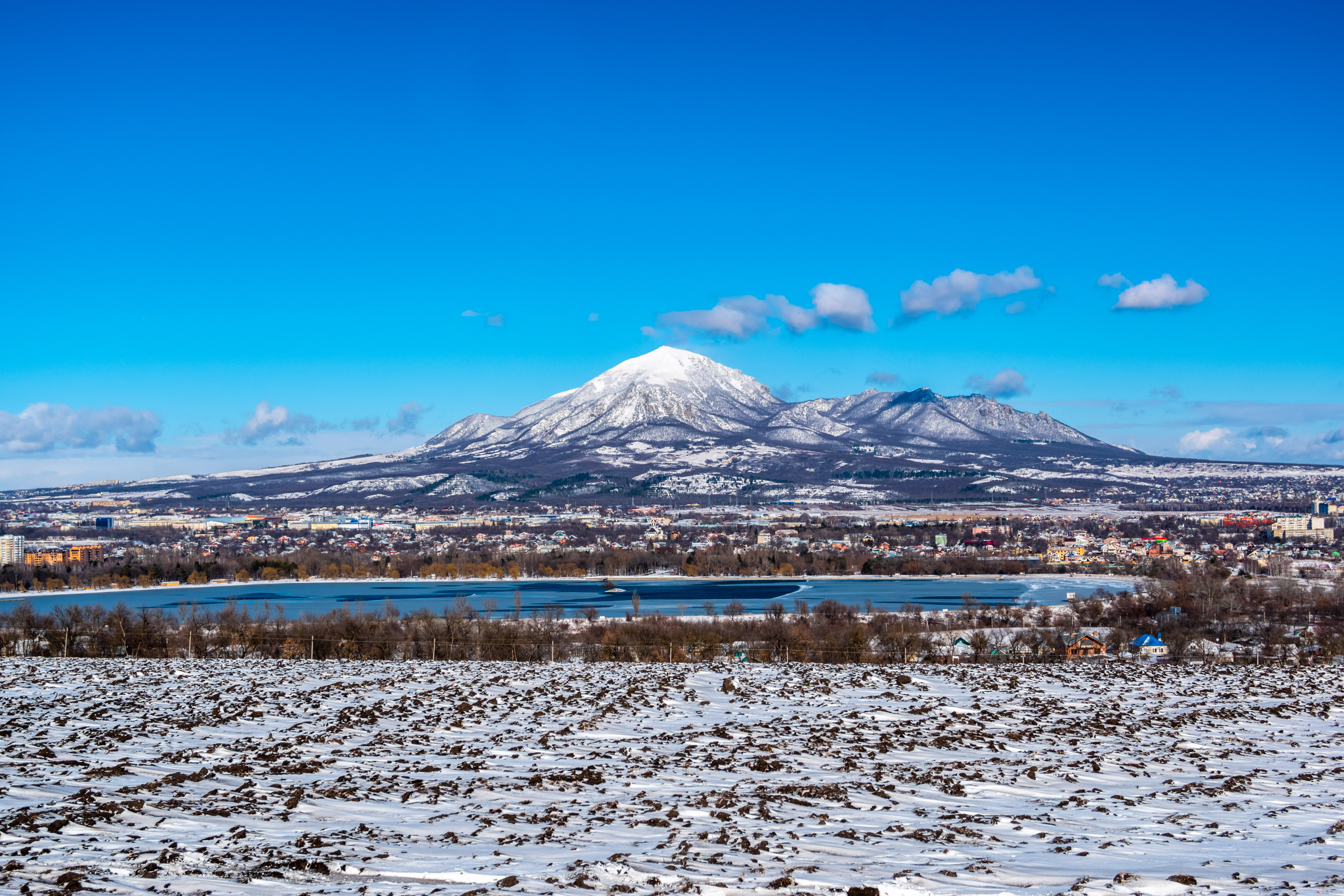
Pohled na horu Beštau od Novopjatigorského jezera

Město je střediskem a největším městem regionu Kavkazské minerální vody. Rozkládá se v předhůří Velkého Kavkazu na levém břehu řeky Podkumok. Nejvyšším bodem v okolí je hora Beštau s vrcholem ve výšce 1401 m n. m. V okolí se nachází více vrcholů: hora Mašuk (okolo 950 m n. m.), Gorjačaja, Post, Piket, Kazačka a jiné.

## Historie
První písemná zmínka o sídle Biš Dag (Pět hor) pochází od Ibn Battúty z roku 1334. Rusko se oblasti zmocnilo v roce 1780 a zřídili zde Konstantinogorskou pevnost. Rozvoj zdejšího lázeňství začal stejně jako u ostatních severokavkazských lázní na počátku 19. století. Současný název město nese od r. 1830. Roku 1863 bylo město připojeno na ruskou telegrafní síť a o 30 let později sem byla dovedena železnice. V roce 1915 bylo otevřeno městské divadlo.
Mezi srpnem 1942 a lednem 1943 bylo město obsazeno wehrmachtem. Dne 19. ledna 2010 se město stalo sídlem nově zřízeného Severokavkazského federálního okruhu, vyčleněného z Jižního federálního okruhu.

## Lázně
Město je vyhledávaným balneologickým a rekreačním střediskem. Celé oblast je bohatá na minerální vody a Pjatigorsk je administrativním centrem širší aglomerace, která sdružuje města s rekreačním zaměřením (Kavkazské minerální vody). Z této skupiny se Pjatigorsk vyznačuje nejrůznorodějšími přírodními léčebnými zdroji minerálních vod, jejichž léčivé účinky byly známé dávno v minulosti. Nachází se zde více než 40 pramenů o různé teplotě a chemického složení. Z nedalekého Tambukanského jezera se těží bahno, které má léčivé účinky. Klima mírného kontinentálního podnebí je velmi příznivé zejména v létě a začátkem jara, kdy je Pjatigorsk vyhledávaný pro příznivé terapeutické účinky zdejšího vzduchu.

## Vzdělání a věda
Ve městě sídlí tři vysoké školy: Pjatigorská státní univerzita, filiálka Severokavkazské federální univerzity Stavropol a Lékařsko-farmaceutická fakulta Volgogradské univerzity. Sídlí zde také Výzkumný ústav balneologický.

## Významné osobnosti
Rodáci
- Josef Trumpeldor, sionista a židovský veterán rusko-japonské války
- Nikolaj Trofimovič Fedorenko, sovětský diplomat a orientalista
- Semjon Sergejevič Slepakov, ruský komik a scenárista
- Gleb, slovenský raper
- Elina Avanesjanová, arménská tenistka

Zemřelí
- Michail Jurjevič Lermontov – zemřel při souboji